# Aenictus grandis
Aenictus grandis é uma espécie de formiga do gênero Aenictus.